# چیزم (مین)
چیزم(به انگلیسی: Chisholm) شهری در ایالت مین کشور ایالات متحده آمریکا است که جمعیت آن در سرشماری سال ۲۰۱۰ میلادی، ۱٬۳۸۰ نفر بوده‌است.